# Primera División de Venezuela 1978
La Temporada 1977 de Primera División fue la Vigésima segunda Edición de la máxima categoría del Fútbol Profesional Venezolano

## Equipos participantes
Fue jugada doce equipos
| Club                      | Estado           |
| ------------------------- | ---------------- |
| Atlético Zamora           | Barinas          |
| Deportivo Galicia         | Distrito Federal |
| Deportivo Italia          | Distrito Federal |
| Deportivo Lara            | Lara             |
| Deportivo Portugués       | Distrito Federal |
| Deportivo San Cristóbal   | Táchira          |
| Estudiantes de Mérida     | Mérida           |
| Portuguesa F.C.           | Portuguesa       |
| Miranda-Canarias          | Miranda          |
| Universidad de los Andes  | Mérida           |
| Universitarios de Oriente | Anzoátegui       |
| Valencia F.C.             | Carabobo         |

## Historia
El Portuguesa Fútbol Club conquistó su tercera corona, bajo la dirección del exfutbolista yugoslavo, Vladimir Popović. El Estudiantes de Mérida fue segundo, seguido por el Deportivo Portugués.   
El torneo se dividió en dos (2) etapas. La Primera Fase fue de cuatro (4) rondas. Los primeros cuatro (4) equipos de la etapa clasificaron a la Ronda Final, en una única ronda llamada "Cuadrangular final".
El máximo goleador fue el brasileño Jorge Andrade del Universidad de Los Andes, con 23 goles.

## Temporada regular

### Clasificación
| Pos | Equipo                    | J  | G  | E | P  | GF | GC | DG  | Ptos |
| --- | ------------------------- | -- | -- | - | -- | -- | -- | --- | ---- |
| 1   | Portuguesa F.C.           | 22 | 11 | 6 | 5  | 33 | 22 | 11  | 28   |
| 2   | Universidad de Los Andes  | 22 | 11 | 5 | 6  | 43 | 27 | 16  | 27   |
| 3   | Deportivo Portugués       | 22 | 10 | 7 | 5  | 27 | 20 | 7   | 27   |
| 4   | Valencia F.C.             | 22 | 11 | 4 | 7  | 32 | 23 | 9   | 26   |
| 5   | Deportivo Galicia         | 22 | 9  | 8 | 5  | 24 | 17 | 7   | 26   |
| 6   | Estudiantes de Mérida     | 22 | 9  | 8 | 5  | 19 | 17 | 2   | 26   |
| 7   | Atlético Zamora           | 22 | 8  | 6 | 8  | 26 | 25 | 1   | 22   |
| 8   | Miranda-Canarias          | 22 | 8  | 6 | 8  | 30 | 30 | 0   | 22   |
| 9   | Deportivo Táchira         | 22 | 6  | 5 | 11 | 20 | 22 | -2  | 17   |
| 10  | Deportivo Italia          | 22 | 11 | 5 | 6  | 27 | 30 | -3  | 27   |
| 11  | Deportivo Lara            | 22 | 5  | 5 | 12 | 19 | 40 | -21 | 15   |
| 12  | Universitarios de Oriente | 22 | 4  | 3 | 15 | 19 | 46 | -27 | 11   |

|  | Clasificados a la Fase final |

## Fase final

### Clasificación
| Pos | Equipo                   | J  | G | E | P | GF | GC | DG  | Ptos |
| --- | ------------------------ | -- | - | - | - | -- | -- | --- | ---- |
| 1   | Portuguesa F.C.          | 10 | 6 | 4 | 0 | 18 | 6  | 12  | 16   |
| 2   | Deportivo Galicia        | 10 | 5 | 2 | 3 | 13 | 8  | 5   | 12   |
| 3   | Estudiantes de Mérida    | 10 | 5 | 1 | 4 | 12 | 8  | 4   | 11   |
| 4   | Deportivo Portugués      | 10 | 2 | 4 | 4 | 13 | 15 | -2  | 8    |
| 5   | Universidad de Los Andes | 10 | 3 | 1 | 6 | 9  | 18 | -9  | 7    |
| 6   | Valencia F.C.            | 10 | 2 | 2 | 6 | 12 | 22 | -10 | 6    |

|  | Campeón, clasificado para la Copa Libertadores 1979.    |
|  | Subcampeón, clasificado para la Copa Libertadores 1979. |

Portuguesa F.C.

Campeón
5.º título